# Aníbal Ramón Ruffner
Aníbal Ramón Ruffner (San Buenaventura, 20 de julio de 1959 - 25 de septiembre del 2022) fue un ingeniero y político peruano. Fue consejero regional de Lima (2015-2018); y alcalde del distrito de San Buenaventura durante dos periodos entre 2003 y 2010.

## Biografía
Nació en el distrito de San Buenaventura, provincia de Canta, Perú, el 20 de julio de 1959. Era hijo de Daniel Ramón Alvarado y Aparicia Ruffner Torres. Cursó sus estudios primarios y secundarios en Lima, terminando en la Gran Unidad Escolar Ricardo Bentín del distrito del Rímac. Entre 1977 y 1982 cursó estudios superiores de ingeniería administrativa en la Universidad Inca Garcilaso de la Vega.
Su primera participación política se dio en las elecciones municipales de 2002 cuando fue elegido como alcalde del distrito de San Buenaventura y reelegido en las elecciones municipales del 2006. Participó, luego, en las elecciones regionales del 2014 como candidato a consejero regional por el movimiento Fuerza Regional obteniendo la elección por la provincia de Canta.